# Brachycyrtus pretiosus
Brachycyrtus pretiosus är en stekelart som beskrevs av Joseph Augustine Cushman 1936. Brachycyrtus pretiosus ingår i släktet Brachycyrtus och familjen brokparasitsteklar. Inga underarter finns listade.